# Верхневский сельсовет
Верхневский сельсове́т — упразднённое муниципальное образование со статусом сельского поселения в составе Куртамышского района Курганской области России. 
Административный центр — село Верхнее.
Законом Курганской области от 12 мая 2021 года № 48 к 24 мая 2021 года упразднён в связи с преобразованием муниципального района в муниципальный округ.

## История
В соответствии с Законом Курганской области от 6 июля 2004 года № 419 сельсовет наделён статусом сельского поселения.

## Население
| 1989 | 2002  | 2010 | 2012 | 2013 | 2014 | 2015 |
| ---- | ----- | ---- | ---- | ---- | ---- | ---- |
| 986  | ↗1035 | ↘898 | ↘875 | ↘841 | ↘838 | ↗860 |
| 2016 | 2017  | 2018 | 2019 | 2020 |      |      |
| ↗865 | ↗866  | ↘852 | ↘836 | ↗843 |      |      |

## Состав сельского поселения
| № | Населённый пункт | Тип населённого пункта       | Население |
| - | ---------------- | ---------------------------- | --------- |
| 1 | Верхнее          | село, административный центр | ↘710      |
| 2 | Сычево           | деревня                      | ↘188      |